# Fernando Maira
Fernando Blas Maira Castellón (Santiago, 21 de septiembre de 1894-20 de abril de 1967) fue un abogado y político chileno, miembro del Partido Radical (PR). Se desempeñó como diputado y senador de la República durante las décadas de 1930, 1940 y 1950.

## Familia y estudios
Nació en Santiago, el 25 de noviembre de 1906; sus padres fueron Octavio Maira González y Javiera Castellón Bello. Sus estudios primarios y secundarios los realizó en el Instituto Nacional, y los superiores en la Universidad de Chile, titulándose de abogado en 1929.
Se casó con Elsa Palma, con quien tuvo dos hijos.

## Carrera política
Durante sus inicios políticos, ejerció como secretario del 2º Juzgado de Menor Cuantía de Santiago. Luego, comenzó a trabajar en Ministerio de Justicia.
Con la llegada del radical Juan Esteban Montero a la presidencia el 4 de diciembre de 1931, fue nombrado por este como subsecretario de Educación Pública, ejerciendo el cargo hasta el final del gobierno, el 4 de junio de 1932. Paralelamente, fue profesor extraordinario de derecho administrativo en la Universidad de Chile.
Militante del Partido Radical (PR), en las elecciones parlamentarias de 1932, fue elegido como diputado por la 17.ª Agrupación Departamental (correspondiente a los departamentos de Talcahuano, Tomé, Concepción y Yumbel), por el periodo legislativo 1933-1937. Durante su gestión fue diputado reemplazante en la Comisión Permanente de Constitución, Legislación y Justicia y en la de Trabajo y Legislación Social. Asimismo, integró la Comisión Permanente de Educación Pública.
En las elecciones parlamentarias de 1937, fue reelegido como diputado por la 17.ª Agrupación Departamental, pero esta vez compuesta por Tomé, Concepción, Talcahuano, Yumbel y Coronel, por el período 1937-1941. En esa oportunidad fue diputado reemplazante en la Comisión Permanente de Constitución, Legislación y Justicia; en la de Hacienda; en la de Agricultura y Colonización y en la de Trabajo y Legislación Social. Además, integró la Comisión Permanente de Educación Pública y la de Asistencia Médico-Social e Higiene.
En las elecciones parlamentarias de 1941, obtuvo nuevamente la reelección diputacional, por el periodo 1941-1945; integrando la Comisión Permanente de Hacienda. Asimismo, en las elecciones parlamentarias de 1945 y de 1949, logró consecutivamente la reelección, por los períodos 1945-1949 y 1949-1953; fue diputado reemplazante en la Comisión Permanente de Relaciones Exteriores y en la de Constitución, Legislación y Justicia; integró también, la Comisión Permanente de Hacienda.
Sin embargo, en unas elecciones parlamentarias complementarias, fue elegido como senador por la 7ª Agrupación Provincial (correspondiente a las provincias de Concepción, Ñuble y Arauco, para terminar el período legislativo 1945-1953; dejado vacante producto del fallecimiento del también radical Alberto Moller Bordeu. Se incorporó al Senado el 19 de julio de 1950, y su vacante en la Cámara de Diputados la suplió Ruperto Puga Fisher (PDo), quien también venció en unas elecciones complementarias. Fue senador reemplazante en la Comisión Permanente de Gobierno.
Durante el ejercicio de su labor parlamentaria en el Congreso Nacional, impulsó leyes tales como: la ley de bancos comerciales; la creación de la comuna de Ranquil; la creación de la Sinfónica Nacional; la creación de la Caja Caminera; la creación de franquicias para la internación de aviones a clubes aéreos; la construcción de un nuevo edificio para el Instituto Nacional; la creación bde un plan de edificación de la Universidad de Concepción; una ley para la modificación de la Constitución Política del Estado; la creación del Colegio de Ingenieros Civiles y de Minas; protección a los pequeños viñateros; la ley de incremento de fondos a la Universidad de Concepción a través de la Lotería; la creación de la Casa de la Cultura y la creación de la Facultad de Bellas Artes de la Universidad de Concepción.
Falleció en Santiago de Chile, el 20 de abril de 1967.